# 고지 지중해성 기후

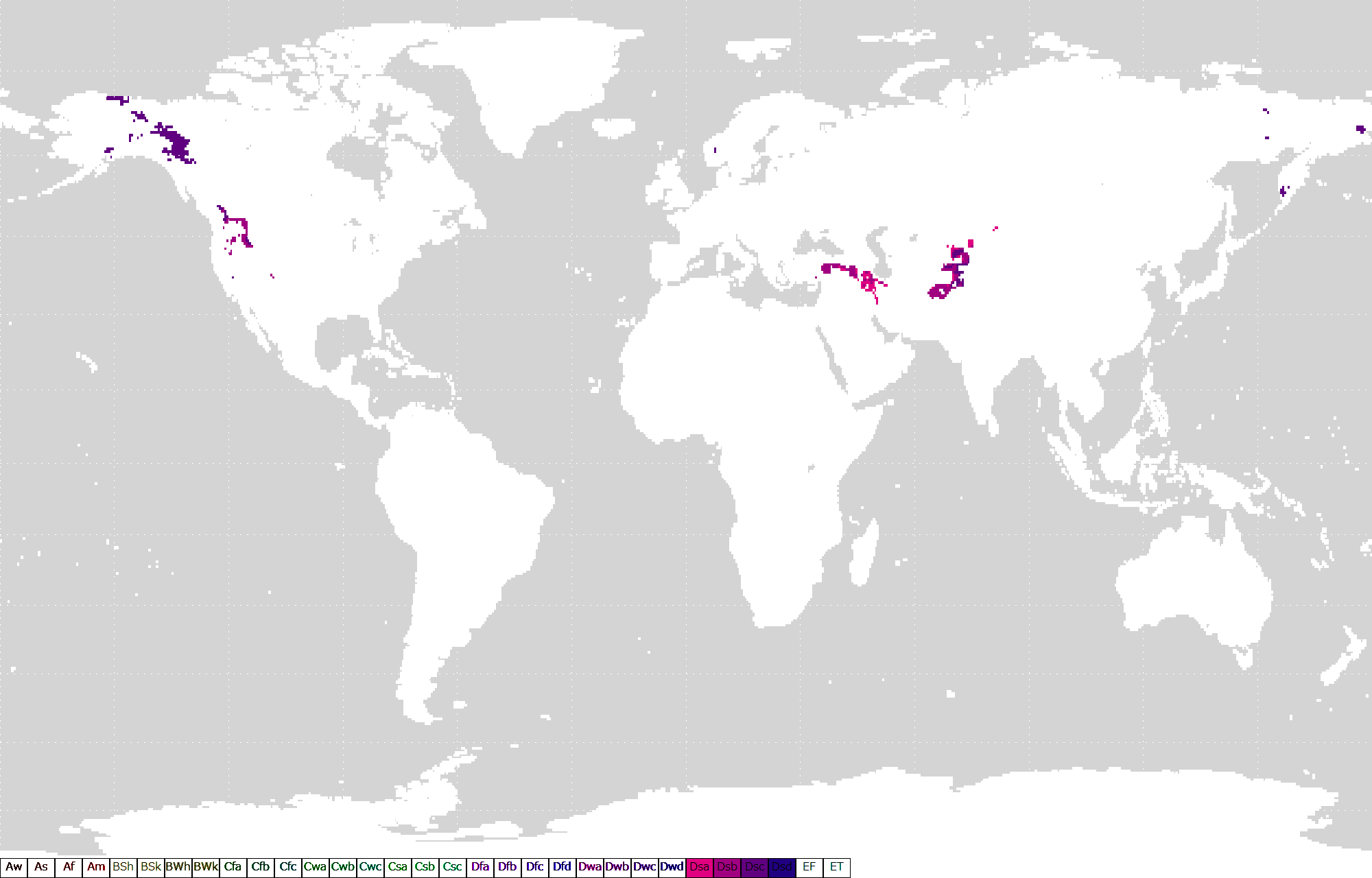
고지 지중해성 기후의 분포 모습.

고지 지중해성 기후(高地地中海性氣候)는 쾨펜의 기후 구분에서 냉대 기후에 속하며, 기호는 Ds이다. 겨울에 강우가 적은 냉대 동계 소우 기후와는 달리 여름이 건조한 것이 특징이다. 쾨펜의 기후 구분에는 존재하는 기후이지만 실제로는 매우 협소한 지역에서만 발견된다. 이 기후가 주로 나타나는 지역은 아시아에서는 튀르키예 동부와 아르메니아의 산악 지역, 북아메리카에서는 아이다호주 일부, 캄차카반도 일부 등이 있다. 재배 가능 작물로는 고랭지 채소인 셀러리, 상추, 배추, 양배추 등이 있다. 일반적으로 볼 때 해당 기후를 띈 지역에는 겨울에 눈이 많이 올 정도로 눈폭탄이 극심하고 여름에는 비가 적게 오는 특성을 둔다. 그래서 냉대 동우 기후 또는 냉대 하계 소우 기후라고도 표현한다.

## 같이 보기
- 쾨펜의 기후 구분
- 냉대 기후
- 습윤 대륙성 기후
- 아극 기후
- 냉대 동계 소우 기후
- 지중해성 기후